# 24e eeuw v.Chr.
De 24e eeuw v.Chr. (van de christelijke jaartelling) is de 24e periode van 100 jaar, dus bestaande uit de jaren 2400 tot en met 2301 v.Chr. De 24e eeuw v.Chr. behoort tot het 3e millennium v.Chr.

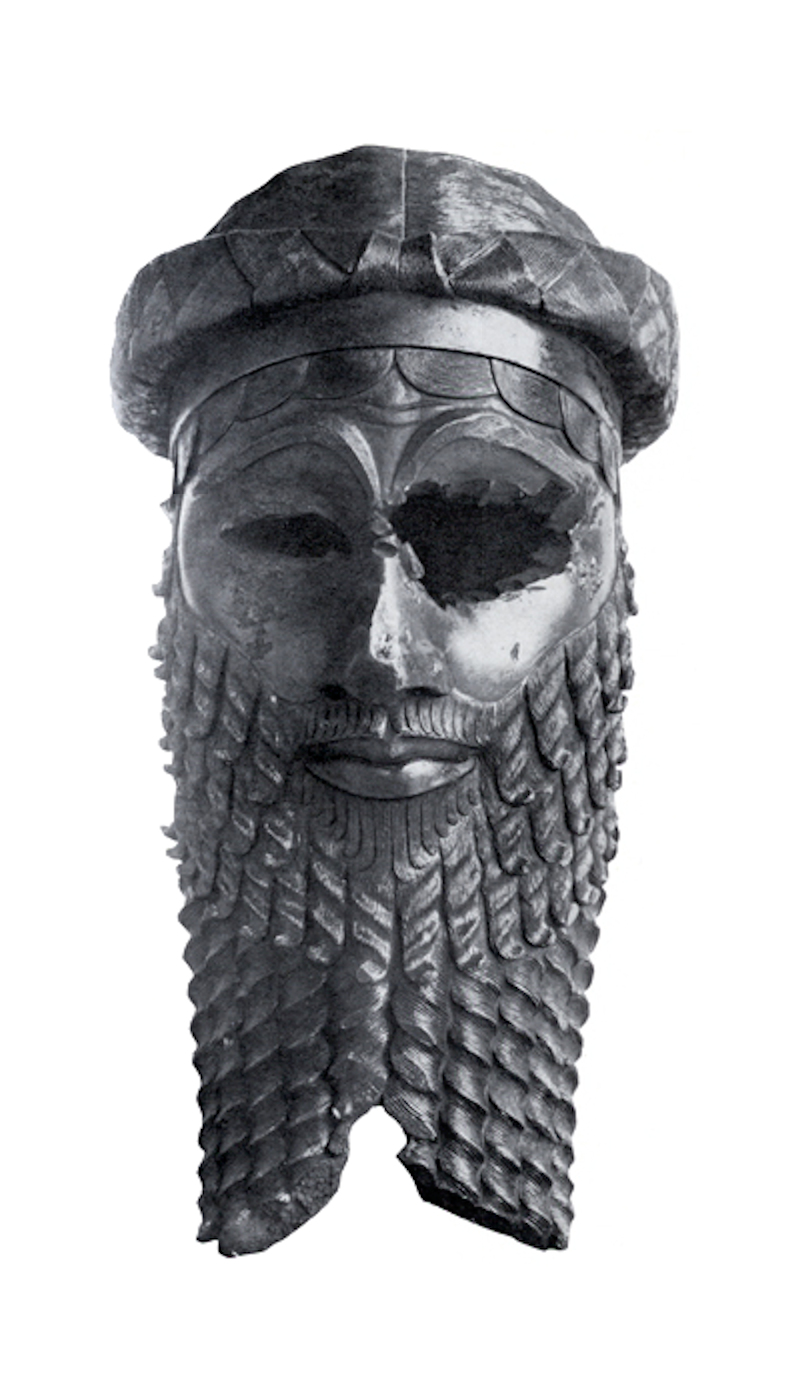
Sargon van Akkad (2334 - 2279 v.Chr.)

## Gebeurtenissen

### Europa
- ca. 2400 v.Chr. - In Europa wordt rond deze tijd voor het eerst koper gesmolten en bewerkt. In Nederland op de Veluwe gebruiken smeden stenen aambeelden om koperen "tongdolkjes" te maken.
- ca. 2400 v.Chr. - In Griekenland begint de Vroeg-Helladische tijd (tot 1850 v.Chr.). In het Egeïsch gebied ontstaan verschillende culturen. In Griekenland zelf gaat het vooral om de Boerencultuur. Het gebied omvat Argolis, Attika, Boeotië, Korinthe, Phokis en Thracië.

### Egypte
- ca. 2360 v.Chr. - Koning Oenas (2367 - 2347 v.Chr.) de negende farao van de 5e dynastie van Egypte.
- ca. 2340 v.Chr. - Koning Teti (2347 - 2337 v.Chr.) de eerste farao van de 6e dynastie van Egypte. Hij leidt verschillende expedities naar Kanaän.
- ca. 2330 v.Chr. - Koning Oeserkare (2337 - 2335 v.Chr.) de tweede farao van Egypte (6e dynastie).
- ca. 2320 v.Chr. - Koning Pepi I (2335 - 2285 v.Chr.) de derde farao van Egypte (6e dynastie). De feodale heren verstevigen hun macht, ten nadele van de Egyptische farao's.

### Midden-Oosten
- ca. 2400 v.Chr. - Meer en meer worden in het Midden-Oosten ook brieven en verhalen in schrift vastgelegd, daar waar vroeger alleen handelsdocumenten werden genoteerd.
- Volgens de Bijbelse tijdlijn heeft de zondvloed in 2390 v.Chr. plaatsgevonden.

- (Sinds 2411 v.Chr.) tot - 2381 v.Chr. - Onder koningin Kubaba is Sumer goeddeels herenigd, maar na haar dood valt het land weer grotendeels uiteen.
- ca. 2350-2150 v.Chr - Akkad, genoemd naar de stad Akkad of Agade, is het eerste Semitische rijk in Mesopotamië.
- Het leger van Akkat maakt gebruik van nieuwe beweeglijke oorlogstechnieken met werpspeer en pijl-en-boog, die bovendien van koper zijn vervaardigd, terwijl vijandelijke legers zich nog moeten behelpen met stenen wapens.
- ca. 2350 v.Chr. - Koning Urukagina van Lagash (Sumerische Rijk) legt wetten op schrift vast (de oudst bewaarde schriftelijke wetteksten).
- ca. 2340 v.Chr. - Umma wordt een van de latere stadstaten in Sumer. Lugalzagezi is koning van Umma en in tegenstelling tot koning Urukagina van de stadstaat Lagash, een militante figuur. Hij slaagde er ten slotte in om Lagash te veroveren en te verwoesten. Lugalzagezi slaagde er later in om ook Uruk te veroveren, en het oude religieuze centrum Nippur onder zijn macht te brengen.
- 2335 v.Chr. - Sargon van Akkad wordt koning van Sumer en Akkad. Begin van de Semitische overheersing van Sumer door Akkad.
- ca. 2330 v.Chr. - Sargon van Akkad ("de Grote") verovert de Sumerische stadstaten en sticht in het Midden-Oosten het eerste wereldrijk. Het Akkadische Rijk omvat grote delen van Mesopotamië. De onttroonde stadsvorsten worden verplicht tribuut te betalen.[1]
- Sargon de Grote laat Akkad verder uitbreiden en verfraaien. Hij benoemt zichzelf tot god-koning van het Akkadische Rijk.

### India
- ca. 2400 v.Chr. - De stad Lothal wordt uitgebouwd tot zeehaven.